# 洪永安
洪永安（1845年—1914年），字梓青，中国河南商城县人，清朝著名将领。

## 早年征战
洪于同治元年投入多隆阿军中，后随穆图善前往甘肃、陕西，与捻军和陕甘回民起义军作战，累功升至副将加总兵衔。光绪五年（1879年）八月，穆图善任福州将军，洪率部驻守福州长门炮台。

## 中法战争
光绪十年（1884年）八月廿三，中法战争爆发，孤拔率法国舰队偷袭马尾中国舰队得手，沿江东下，洪设虚垒引诱法国军队登陆，当法军前来夺垒时，洪亲率伏兵突出，击退法军登陆军，旋即轰击法舰队，击沉一艘。余舰溃逃。后以此功获“绷僧巴图鲁”称号，升任福建总兵。洪随后以水雷封锁闽江，并加强了沿江防护，使得法军再未前来福建。

## 甲午战争
光绪二十一年（1895年），日军在甲午战争中占领澎湖列岛，以中国人李文魁率领千人部队进攻厦门，洪率军将其击溃，斩李文魁。

## 后期事迹
光绪二十八年（1902年），洪被调往北洋军巡防营务处，负责训练北洋新军，因不满袁世凯控制，力辞不就，后改任大名镇总兵，曾四次受到慈禧太后召见。光绪三十一年（1905年），升任福建水陆提督。
辛亥革命前夕，洪上书辞官。中华民国成立后，洪隐居商城家中。1914年，白朗起义军攻打商城，洪登城指挥防守时阵亡。 